# Ceriana durani
Ceriana durani är en tvåvingeart som först beskrevs av Davidson 1925.  Ceriana durani ingår i släktet griffelblomflugor, och familjen blomflugor.
Artens utbredningsområde är Kalifornien. Inga underarter finns listade i Catalogue of Life.